# Stefania Turkewich-Lukianovych
Stefania Turkewich-Lukianovych (n. 25 aprilie 1898, Lemberg, Regatul Galiției și Lodomeriei, Austro-Ungaria – d. 8 aprilie 1977, Cambridge, Anglia, Regatul Unit) a fost o compozitoare, pianistă și muzicologă ucraineană, recunoscută ca fiind prima femeie compozitoare din Ucraina. Lucrările ei au fost interzise în Ucraina de către sovietici. 

## Copilărie
Bunicul Ștefaniei (Lev Turkevich) și tatăl ei (Ivan Turkevich) erau preoți. Mama ei Sofia Kormoshiv (Кормошів) a fost pianistă și a studiat cu Karol Mikuli și Vilém Kurz și a însoțit-o și pe tânăra Solomiya Krushelnytska. Toată familia era muzicală și toată lumea cânta la un instrument. Stefania a cântat la pian, la harpă și la armoniu. Mai târziu, compozitoarea și-a amintit copilăria și dragostea de muzică: 
„În centrul tuturor era mama mea, care cânta minunat la pian. În copilărie, îmi plăcea foarte mult să o ascult cum cântă. Apoi, am început să formăm o orchestră de salon în casa noastră. Am cântat astfel: tată la bas ..., mama la pian, (Льоньо) Lyonyo la violoncel, eu la armoniu, (Марійка і Зенко) Marika și Zenko ... la vioară. Tatăl a fondat și un cor de familie. Aceștia au fost primii noștri pași în lumea muzicii. Tatăl nu a economisit niciodată banii și nu a căutat scuze când a venit vorba despre viața noastră muzicală. ”

## Studii

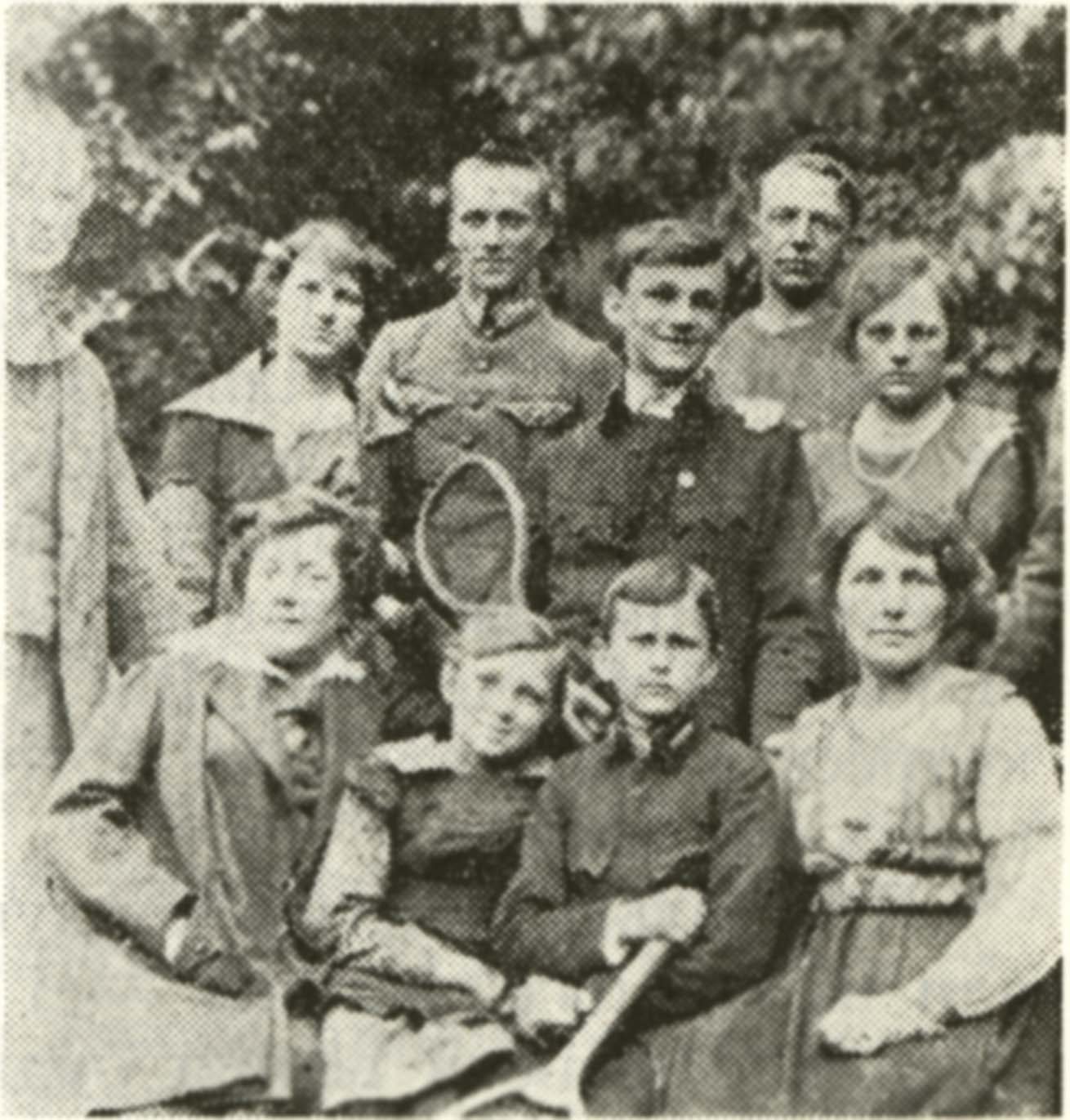
Rândul de mijloc (de la stânga la dreapta): sora Irena, fratele Lev (cu rachetă), Stefania, circa 1915

Stefania și-a început studiile muzicale cu Vasyl Barvinsky. Din 1914 până în 1916, a studiat la Viena ca pianistă la Vilém Kurz. După Primul Război Mondial, a studiat cu Adolf Chybiński la Universitatea din Liov și a participat și la prelegerile sale despre teoria muzicii la Conservatorul din Liov.
În 1919 a scris prima sa lucrare muzicală - Liturghia (Літургію), care a fost interpretată de mai multe ori în Catedrala Sf. Gheorghe din Liov.
În 1921 a studiat cu Guido Adler la Universitatea din Viena și Joseph Marx la Universitatea de Muzică și Arte Frumoase din Viena, de la care a absolvit în 1923 cu diploma de profesor.
În 1925 s-a căsătorit cu Robert Lisovskyi și a călătorit cu el la Berlin, unde a locuit între 1927 și 1930 și a studiat cu Arnold Schönberg și Franz Schreker. În această perioadă, în 1927, s-a născut fiica ei Zoya (Зоя).
În 1930 a călătorit la Praga în Cehoslovacia, a studiat cu Zdeněk Nejedlý la Universitatea Carolină și cu Otakar Šín la Conservatorul din Praga. De asemenea, a studiat compoziția cu Vítězslav Novák la academia de muzică. În toamna anului 1933, a predat pianul și a devenit acompaniatoare la Conservatorul din Praga. În 1934, ea și-a susținut disertația de doctorat pe tema folclorului ucrainean în operele rusești. Și-a luat doctoratul în muzicologie în 1934 de la Universitatea Liberă din Ucraina din Praga. A devenit prima femeie din Galiția (care făcea parte din Polonia) care a obținut un doctorat.
Revenită la Liov, din 1934 până la începutul celui de-al Doilea Război Mondial, a lucrat ca profesor de teoria muzicală și pian la Conservatorul din Liov și a devenit membru al Uniunii Muzicienilor Profesioniști din Ucraina.

## Al Doilea Război Mondial
În toamna anului 1939, după ocupația sovietică a Ucrainei de Vest, Stefania a lucrat ca tutore și concertist la Opera din Liov, iar din 1940 până în 1941 a fost profesor asociat la Conservatorul din Liov. După închiderea Conservatorului, impusă de ocupația germană, ea a continuat să predea la Școala Muzicală de Stat. În primăvara anului 1944 a părăsit Liovul și a plecat la Viena. Fugind de sovietici, în 1946 s-a mutat în sudul Austriei și de acolo în Italia, unde al doilea soț al ei, Nartsiz Lukyanovich, era medic sub comanda britanică. 

## Anglia
În toamna anului 1946, Stefania s-a mutat în Regatul Unit și a locuit la Brighton (1947–1951), Londra (1951–1952), Barrow Gurney (lângă Bristol) (1952–1962), Belfast (Irlanda de Nord ) (1962–1973) și Cambridge (din 1973).
La sfârșitul anilor 1940, a revenit la compoziție. Din când în când, ea activa din nou ca pianistă, în special în 1957, într-o serie de concerte în comunitățile ucrainene din Anglia și, în 1959, la un concert de muzică pentru pian în Bristol. A fost membră a Societății britanice de femei-compozitoare și muzicieni (care a existat până în 1972).
Opera ei Oksana's Heart a fost interpretată la Winnipeg (Canada ) în 1970 în Centennial Concert Hall, sub îndrumarea artistică a surorii sale Irena Turkevycz-Martynec.
„Centennial Concert Hall - Duminică la 19:30: Teatrul ucrainean pentru copii prezintă Heart of Oksana, o operă de Stefania Turkevich-Lukianovich, care este povestea unei fete plecate să-și caute frații pierduți într-o pădure fermecată, în care se întâlnește cu personaje mitologice”

## Compoziții

### Симфонічні твори - Lucrări simfonice
1. Симфонія - Simfonia nr. 1 - 1937
 
2. Симфонія nr. 2 (a) - Simfonia nr. 2 (a) - 1952
 
2. Симфонія nr. 2 (b) (2-гий варіант) - Simfonia nr. 2 (b) (versiunea a 2-a )
 
3. Симфонієта - Simfonieta - 1956

4. Три Симфонічні Ескізи - Trei schițe simfonice - 3-го травня, 1975
 
5. Симфонічна поема - Poemul simfonic «La Vitа»
 
6. Space Symphony - 1972
 
7. Суіта для подвійного струнного оркестру - Suită pentru orchestră cu două coarde
 
8. Fantezie pentru orchestră cu două coarde 

### Балети - Balet
9. Руки - Fata cu mâinile ofilite - Bristol, 1957
 
10. Перли - Colierul
 
11. Весна (Дитячий балет) - Primăvară - (Balet pentru copii) 1934-5
 
12. Мавка (a) - Mavka - 'Nimfa pădurii '- 1964-7 - Belfast
 
13. Страхопуд - Speriertoarea de ciori - 1976 

### Опера - Operă
14. Мавка - Mavka - (neterminat) bazat pe Cântecul pădurii al lui Lesia Ukrainka 
Дитячі опери - Opera pentru copii 
15. «Цар Ох» або Серце Оксани - Țarul Okh sau Inima Oksanei - 1960
 
16. «Куць» - Tânărul diavol
 
17. «Яринний городчик» - Un complot vegetal (1969) 

### Хорові твори - Lucrări corale
18. Літургія 1919 Liturghia
 
19. Psalm to Sheptytsky (Псалом Шептицькому) 
 
20. До Бою - Înainte de bătălie
 
21. Триптих - Triptic
 
22. Колискова (А-а, котика нема) - Cântec de leagăn (A-a, nu-i pisica) 1946 

### Камерно - Інструментальні твори; Muzică de cameră - Lucrări instrumentale
23. Соната для скрипки і фортепіано 1935 - Sonata pentru vioară și pian
 
24. (a) Cтрунний квартет 1960-1970 - Cvartetul de coarde
 
24. (b) Cтрунний квартет 1960-1970 - Cvartetul de coarde

25. Тріо для скрипки, альта і віолончела 1960 - 1970 - Trio pentru vioară, violă și violoncel
 
26. Квінтет для двох скрипок, альта, віолончела фортепіано 1960 - 1970 - Cvintet pentru două viori, violă, violoncel și pian 
 
27. Тріо для флейти, Windлер  - Trio pentru flaut, Windler

### Фортепіанні Твори - Lucrări pentru pian
28. Варіації на Українську тему 1932 - Variațiuni pe o temă ucraineană
 
29. Фантазія: Суїта фортепянна на Українські теми - Fantezie: Suite pentru pian pe teme ucrainene 1940
 
30. Імпромпту - Impromptu 1962
 
31. Гротеск - Grotesque 1964
 
32. Гірська сюїта - Suita Muntele 1966 - 1968
 
33. Цикл п'єс для дітей - Ciclul de piese pentru copii 1936-1946
 
34. Українські коляди та щедрівки - Colinde ucrainene de Crăciun
 
35. Вістку голосить - Buna vestire 
 
36. Crăciun cu Harlequin 1971 

### Різне - Diverse
i. - Серце - Inima - Voce solo și orchestră
 
ii. - Лорелеї - Lorelei - Narator, armoniu și pian 1919 - cuvinte de Lesia Ukrainka
 
iii. - Май - Mai - 1912
 
iv. - Тема народної пісні - Teme de cântece populare
 
v. - На Майдані - Piața Independenței - piesă pentru pian 

vi. - Не піду до леса з конечкамі - Лемківська пісня - Nu voi merge în pădure cu sfaturi - cântecul lui Lemko pentru voce și corzi 

## Moștenire
Compozițiile sale sunt moderne, dar amintesc cântecele populare ucrainene atunci când nu sunt expresioniste. Ea a continuat să compună până în anii 1970. Stefania Turkevich a murit pe 8 aprilie 1977, la Cambridge, Anglia. 